# Оша (приток Дубны)
О́ша (латыш. Oša, Ošupīte) или У́ша (латыш. Ūša, Uša)  — река в Латвии, течёт по территории Ливанского, Прейльского и Резекненского краёв. Правый приток нижнего течения Дубны.
Длина — 62 км (по другим данным — 60 км или 68 км). Начинается между населёнными пунктами Стабулниеки и Галени, у границы Стабулниекской и Галенской волостей, на северо-западной окраине Латгальской возвышенности. Далее течёт по Ерсикской равнине Восточно-Латвийской низменности, преимущественно на юго-запад. Русло сильно извилистое. Устье Оши находится на высоте 90 м над уровнем моря, в 14 км по правому берегу Дубны, северо-западнее населённого пункта Рожупе в Рожупской волости. Уклон — 0,7 м/км, падение — 44 м. Площадь водосборного бассейна — 636 км². Объём годового стока — 0,12 км³.
Основные притоки:
- правые: Лечия, Мелнупите, Боровка;
- левые: Звергжа, Ивайсис, Сауна, Суманка[8].

Водится щука, плотва, окунь.